# ジェローム・ボニセル
ジェローム・ボニセル（Jérôme Bonnissel、1973年4月16日 - ）は、フランス・エロー県モンペリエ出身の元フランス代表のサッカー選手。ポジションはDF。

## 経歴
地元のクラブであるモンペリエHSCでデビュー、1996年からデポルティーボ・ラ・コルーニャで3シーズンを過ごした後、再びフランスに戻りジロンダン・ボルドーでプレー、クープ・ドゥ・ラ・リーグを獲得。2003年にレンジャーズFCに移籍、3試合の出場に留まるもリーグとカップで優勝した。フラムFCで2シーズンプレーし。半年間の無所属を経た後、タイエ・タイウォの控えとして中田浩二の抜けたオリンピック・マルセイユで残りのシーズンプレーした。
元U-21フランス代表、1996年アトランタオリンピックに出場した。

## タイトル
ジロンダン・ボルドー
- クープ・ドゥ・ラ・リーグ : 2002

レンジャーズ
- スコティッシュ・プレミアリーグ : 2002-2003
- スコティッシュ・カップ : 2003